# Giulia Innocenzi
Giulia Innocenzi (Rímini, 13 de febrero de 1984) es una presentadora de televisión italiana.
Está especializada en encuestas periodísticas en las áreas sociales de deterioro y desviación, especialmente en el mundo de la juventud.

## Biografía
Hija de un emprendedor propietario de un operador turístico y de diversos albergues de alta categoría., asistió el Instituto Científico de Rímini para luego transferirse a Roma, donde se licenció en Ciencias Políticas a la LUISS. En el 2007, trabajó en el Parlamento Europeo de Bruselas y se matriculó en la Asociación Luca Coscioni.
En septiembre de 2008, fue candidata a secretaria de los Jóvenes Demócratas del Partido Democrático. Se convirtió en miembro de la Junta de los Radicales Italianos y presidenta de los estudiantes de la asociación Coscioni. De diciembre de 2008 a junio de 2009, condujo Punto G en RED TV. Después, se ocupó de Generazione Zero, un espacio dedicado a los jóvenes en el programa Annozero. También en 2008, se convirtió en la responsable italiana de Avaaz.org. Después de haber participado en Annozero, Michele Santoro la confirmó para Servizio pubblico. Además, es presidenta de la asociación homónima sobre el programa de televisión. Se encarga de un blog sobre el sito y escribe para il Fatto Quotidiano.
En mayo de 2011, publicó la novela Meglio fottere (che farsi comandare da questi) (Editores Internacionales Reunidos), y en febrero de 2012, publicó el libro-entrevista a Margherita Hack La stella piú lontana (Ediciones Transeuropa). En octubre de 2013, suspendió la prueba escrita en el examen estatal para la inscripción en el registro de periodistas. Desde mayo de 2014, conduce en LA7, a primera hora de la tarde, la charla política Announo. En octubre de 2016, publicó con Rizzoli Tritacarne, un libro denuncia sobre granjas intensivas italianas. Desde el 15 de marzo de 2017, regresó a la televisión con el programa Animali come noi, a última hora de la tarde en Rai 2 durante 6 episodios. Desde el 28 de junio de 2017 al 2 de febrero de 2018, fue directora editorial de la revista en línea Giornalettismo.

## Obras
- Meglio fottere (che farsi comandare da questi), Editores Internacionales Reunidos, 2011
- (curadora) La stella più lontana, entrevista a Margherita Hack, Ediciones transeuropa , 2012
- Tritacarne. Perché ciò che mangiamo può salvare la nostra vita. E il nostro mondo, Rizzoli, 2016. ISBN 9788817090155
- VacciNazione. Oltre ignoranza e pregiudizi, tutto quello che davvero non sappiamo sui vaccini in Italia, Baldini y Castoldi, 2017. ISBN 978#-8893880619